# Ракшинский сельсовет (Тамбовская область)
Ракшинский сельсовет — сельское поселение в Моршанском районе Тамбовской области Российской Федерации.
Административный центр — село Ракша.

## История
Статус и границы сельского поселения установлены Законом Тамбовской области от 17 сентября 2004 года № 232-З «Об установлении границ и определении места нахождения представительных органов муниципальных образований в Тамбовской области».

## Население
| 2010  | 2012  | 2013  | 2014  | 2015  | 2016  | 2017  |
| ----- | ----- | ----- | ----- | ----- | ----- | ----- |
| 1412  | ↘1408 | ↘1373 | ↘1315 | ↘1262 | ↘1227 | ↘1208 |
| 2018  | 2019  | 2020  | 2021  |       |       |       |
| ↘1185 | ↘1131 | ↘1113 | ↗1295 |       |       |       |

## Состав сельского поселения
| № | Населённый пункт | Тип населённого пункта       | Население |
| - | ---------------- | ---------------------------- | --------- |
| 1 | Архангельская    | деревня                      | 0         |
| 2 | Красный Пахарь   | посёлок                      | 15        |
| 3 | Островка         | село                         | 42        |
| 4 | Полевой          | посёлок                      | 8         |
| 5 | Ракша            | село, административный центр | ↘810      |
| 6 | Рыбновский       | посёлок                      | 1         |
| 7 | Совхозный        | посёлок                      | ↘172      |
| 8 | Хлыстово         | село                         | 186       |
| 9 | Хлыстовский      | посёлок                      | ↘178      |

### Упразднённые населённые пункты
Деревня Людмилина.